# Katarzyna Chojnacka (lekkoatletka)
Katarzyna Chojnacka (ur. 15 grudnia 1991) – polska lekkoatletka uprawiająca biegi długodystansowe, specjalizująca się w biegu 6-godzinnym i biegu na 100 km.

## Życiorys
W 2024 roku podczas Mistrzostw Polski w biegu 6-godzinnym w Warszawie zdobyła srebrny medal z wynikiem 76,124 km.
W 2025 roku podczas Mistrzostw Polski w biegu 6-godzinnym w Warszawie zdobyła srebrny medal z wynikiem 71,312 km.

## Osiągnięcia
| Rok  | Impreza                                   | Miejsce   | Konkurencja   | Pozycja     | Wynik    |
| ---- | ----------------------------------------- | --------- | ------------- | ----------- | -------- |
| 2024 | Mistrzostwa Świata w biegu na 100 km 2024 | Bengaluru | indywidualnie | 43. miejsce | 9:54:06  |
| 2024 | Mistrzostwa Świata w biegu na 100 km 2024 | Bengaluru | drużynowo     | 9. miejsce  | 26:55:14 |